# マリアーン・ケレメン
マリアーン・ケレメン（Marián Kelemen,1979年12月7日）は、スロバキア出身のサッカー選手。元スロバキア代表である。ポジションはGK。

## 経歴
2004年、スペインのセグンダ・ディビシオンに所属するCDテネリフェに移籍した。テネリフェでは2シーズンで47試合に出場した。2006-07シーズンに在籍したUDベシンダリオでは34試合に出場したが、セグンダ・ディビシオンB降格を経験した。アリス・テッサロニキを経て、2009年1月にCDヌマンシアに移籍した。2008-09シーズンは控えとして1試合に出場した。クラブはセグンダ・ディビシオンに降格した。

## 所属クラブ
- 2000-2001  ŠKスロヴァン・ブラチスラヴァ
- 2001-2003  ブルサスポル
- 2003  ŠKスロヴァン・ブラチスラヴァ
- 2004  FKヴェンツピルス
- 2004-2006  CDテネリフェ
- 2006-2007  UDベシンダリオ
- 2007-2008  アリス・テッサロニキ
- 2009  CDヌマンシア
- 2010-2014  シロンスク・ヴロツワフ
- 2015  1. FKプシーブラム
- 2015-2016  MFKゼムプリーン・ミハロフツェ
- 2016-  ヤギエロニア・ビャウィストク